# Barsztyg
Barsztyg, także Borsztyk, Berestek – szczyt w Pieninach, w Grupie Golicy w Pieninach Właściwych. Wznosi się nad polaną Huta i stanowi zakończenie północno-zachodniego grzbietu Płaśni. Jego północny stok tworzy zbocza doliny Huta, południowy opada do niewielkiego potoku uchodzącego do Dunajca, zachodnim podnóżem prowadzi Droga Pienińska.
Nazwa jest pochodzenia niemieckiego. W XIII wieku na Spisz sprowadzono osadników niemieckich, by zasiedlić region zniszczony i wyludniony podczas najazdów mongolskich.
Barsztyg znajduje się na terenie słowackiego Pienińskiego Parku Narodowego (PIENAP). Jest całkowicie porośnięty wysokopiennym lasem jodłowo-świerkowym. Nazwa szczytu była bardzo popularna w literaturze w drugiej połowie XIX wieku, obecnie na mapach szczyt przeważnie nie jest podpisany. Ma jednak znaczenie, tuż po wschodniej stronie jego wierzchołka biegnie pieszy szlak turystyczny z Czerwonego Klasztoru na przełęcz Limierz (słow. Targov) oraz szlak rowerowy.

## Szlaki turystyczne
niebieski: Czerwony Klasztor – Przełęcz pod Klasztorną Górą – Barsztyg – Limierz – Leśnica. 2:10 h (z powrotem 2 h)